# Символ долара
Символ долара ($) — символ, що позначає долар, песо, ескудо і деякі інші валюти різних країн, з яких найбільш відомою є долар США. В іспаномовних країнах також знаком песо, а в португаломовних — цифрао.
Написання символів валют в українській мові правила не регламентують. На практиці, зазвичай, на відміну від символу центу ¢, символи банкнот і зокрема символ долару $ на письмі розташовують не після, а до грошового символу.

## Історія походження
Є кілька версій походження символу долара, але доведеної не існує.

### Герб іспанської корони Non plus ultra, 1492

Герб короля Карла I (імператора Карла V Габсбурга)

Сучасний герб Іспанії з Геркулесовими стовпами

У 1492 році король Арагона Фердинанд II вибрав символом Геркулесові стовпи увиті стрічкою та девізом Non plus ultra, що у перекладі з латинської означає «не далі за» (меж світу). Але після відкриття Колумбом нових земель за Гібралтаром, з'явився девіз «Plus ultra» — «ще далі», який став девізом імператора Карла V, а з виявленням найбільших срібних копалень в Мексиці і Перу, цей символ стали карбувати на нових монетах Нового Світу, що мали широкий обіг і в Європі.

### Монограма PTSI (Потосі)

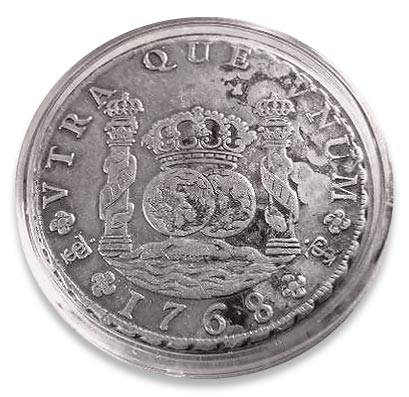
Срібна монета, викарбувана у Потосі. Зліва і зправа від дати (1768) розміщені монограми з букв PTSI (Potosi), сході на символ $

Знак-монограма з букв PTSI (скорочене Potosi) безсумнівно схожий зі знаком долара, розміщувався на монетах, карбованих з 1573 року по 1825 рік в Потосі — найбільшому світовому центрі карбування срібла XVI–XVII століть. Ці монети були добре відомі в північноамериканських колоніях Великої Британії.

### Іспанський долар
Однією з найпоширеніших є версія походження від Геркулесових стовпів, зображених на монетах номіналом у 8 реалів (іспанських доларах або піастрах), які мали широкий обіг на території США до початку карбування власної монети у 1794 році. У США ці монети називалися «іспанський долар». Вперше символ засвідчений у діловій кореспонденції між Британською Північною Америкою і Мексикою в 1770-х роках.

### Римський сестерцій
Не можна виключити також версію походження знака від позначення давньоримської грошової одиниці сестерцій — sestertius від semis + tertius (пів на третю, два з половиною), срібна монета номіналом у два з половиною фунти міді. Сестерцій позначався літерами «LLS» або «IIS», іноді «HS». Ця абревіатура розшифровується так: «Libra — Libra — Semis», — тобто: «Фунт — Фунт — Половина». При скороченому написанні дві букви «L» з усіченою нижньою поперечною рискою накладалися на букву «S» і виходив як би знак долара. Саме так позначалася на листі грошова одиниця сестерцій в Стародавньому Римі. Давньоримська тема була дуже модною в епоху Просвітництва. Так, наприклад, місце розташування Конгресу США називається Капітолієм (головний пагорб в Римі), а верхня палата Конгресу США називається Сенатом — так само, як в Стародавньому Римі.

### Золото іспанських колонізаторів
Одна з найпопулярніших версій розповідає про іспанських колонізаторів, котрі у свій час вивозили золоті злитки з території американського континенту. На цих злитках вибивали першу літеру назви країни — «S». Після прибуття золота до Іспанії, поверх позначення «S» вибивали одну вертикальну лінію — як свідчать історики, це було зроблено для контролю за походженням злитків. Якщо золото відправляли назад до Америки — тоді на ньому вибивали ще одну, паралельну першій, вертикальну лінію. Саме таким чином в кінцевому результаті утворювався всім відомий символ.

### Релігійний або масонський символ
Прихильники релігійної версії запевняють, що цей символ ніщо інше як запозичення і видозмінення австрійського талера, на якому зображено розіп'ятого Ісуса і змію, котра обвиває хрест
Масони ж стверджують, що знак долара символізує храм Соломона — перша буква імені «S» та дві колони, що накладаються.

### Абревіатура «песо»
Існує також версія, що «$» — це помилкова абревіатура слова песо — «peso», ps або p s. Наприкінці XVIII століття це скорочення пишеться разом і при цьому «p» скорочується до вертикальної лінії.

## Область застосування та способи використання

### Використання одного і двох вертикальних штрихів
Традиційно символ долара ($) пишеться з двома вертикальними рисками, проте в сучасних комп'ютерних шрифтах все частіше використовується накреслення з однією рискою. Але і той, і інший варіант — це одна графема. Зокрема, в стандарті Unicode відмінність між символом долара з однією і двома рисками не робиться, і обом варіантам відповідає єдиний код — U+0024, все залежить від конкретного шрифту. Небагато винятків, де символ долара, як і раніше, виводиться з двома штрихами, — це такі шрифти, як Bodoni MT, Bradley Hand ITC, Brush Script MT, Chiller, Engravers MT, Forte, Garamond, Gigi, Harrington, Jokerman, Kunstler Script, Magneto, Modern No. 20, Palace Script MT і Rage Italic.
|                                 |                                 |
| Знак долара США з однією рискою | Знак долара США з двома рисками |

| Приклади виведення символу $ у різних шрифтах | Приклади виведення символу $ у різних шрифтах | Приклади виведення символу $ у різних шрифтах | Приклади виведення символу $ у різних шрифтах | Приклади виведення символу $ у різних шрифтах | Приклади виведення символу $ у різних шрифтах | Приклади виведення символу $ у різних шрифтах | Приклади виведення символу $ у різних шрифтах |
| --------------------------------------------- | --------------------------------------------- | --------------------------------------------- | --------------------------------------------- | --------------------------------------------- | --------------------------------------------- | --------------------------------------------- | --------------------------------------------- |
| Blackadder ITC                                | $                                             | Bodoni MT                                     | $                                             | Bradley Hand ITC                              | $                                             | Brush Script MT                               | $                                             |
| Chiller                                       | $                                             | Curlz MT                                      | $                                             | Engravers MT                                  | $                                             | Forte                                         | $                                             |
| Garamond                                      | $                                             | Georgia                                       | $                                             | Gigi                                          | $                                             | Goudy Stout                                   | $                                             |
| Harrington                                    | $                                             | High Tower Text                               | $                                             | Jokerman                                      | $                                             | Juice ITC                                     | $                                             |
| Kristen ITC                                   | $                                             | Kunstler Script                               | $                                             | Magneto                                       | $                                             | Modern No. 20                                 | $                                             |
| MS Reference Sans Serif                       | $                                             | OCR A Extended                                | $                                             | Old English Text MT                           | $                                             | Palace Script MT                              | $                                             |
| Rage Italic                                   | $                                             | Snap ITC talic                                | $                                             | Tahoma                                        | $                                             | Tempus Sans ITC                               | $                                             |

### Цифрао (цифрано)
Цифрао або цифрано (Cifrão, Cifrao або cifrano) — особлива назва для різновиду знака долара з двома вертикальними рисами (в друкованих джерелах може зустрічатися і з однією рискою, оскільки основні стандарти не роблять різниці між символом долара з однією і двома рисками), яке використовується для позначення таких валют, як португальський ескудо, ескудо Кабо-Верде, ескудо Східного (Португальського) Тимору, а також бразильський реал. Символ характеризується тим, що при записі розділяє основну валюту (ескудо або реал) і розмінну монету (сентаво) — 2S50, що означає «Два реала (ескудо) і 50 сентаво».

### Альтернативні варіанти використання символу
Знак долара ($) також застосовується для інших цілей:
- В мові програмування Бейсік ставиться в кінці імені строкової змінної або імені функції, що повертає значення строкового типу;
- В Паскалі застосовується для запису чисел в шістнадцятковій системі;
- В PHP, Perl і багатьох інших мовах з символу $ починається ім'я змінної;
- В мові TCL позначає значення змінної;
- В табличних процесорах, наприклад, OpenOffice.org Calc і Microsoft Excel використовується для вказівки незмінного індексу осередку у формулі;
- В регулярних виразах позначає кінець рядка;
- В мові асемблера (синтаксис AT&T) вказує на числове значення константи;
- В деяких інших випадках використовується як покажчик на службові змінні;
- В jQuery, широко використовуваній бібліотеці JavaScript, використовується, як ім'я головної в бібліотеці функції.
- У 1993—1995 рр. символ використовувався в туркменському алфавіті як велика буква, якій відповідала мала ¢ (з 1995 р замінений символом Ş/ş). У цій якості він зустрічається на банкнотах туркменського маната номіналом до 500 манат.

## Валюти, що позначаються символом $
Символом $ (з однією або двома вертикальними рисками) можуть позначатися такі валюти, як долар, песо (крім філіппінського, що має власний символ), ескудо (їх символ має спеціальну назву — цифрао або цифрано), реал, кордоба і деякі інші. При цьому вибір числа рисок для кожної конкретної валюти частіше продиктований не стільки традицією використання символу в даній країні, скільки підручними або найбільш поширеними шрифтами, де все частіше символ долара зображений з однією вертикальною рискою.
| Валюта               | Держава                  | ISO 4217 | Варіанти зображення символу |
| -------------------- | ------------------------ | -------- | --------------------------- |
| Болівіано            | Болівія                  | BOB      | $ • $b • Bs                 |
| Долар                | Австралія                | AUD      | $ • A$                      |
| Долар                | Багамські Острови        | BSD      | $ • B$                      |
| Долар                | Барбадос                 | BBD      | $                           |
| Долар                | Беліз                    | BZD      | $ • BZ$                     |
| Долар                | Бермудські Острови       | BMD      | $ • BD$                     |
| Долар                | Бруней                   | BND      | $ • B$                      |
| Долар                | Країни ОСКД (OECS)       | XCD      | $ • EC$                     |
| Долар                | Гаяна                    | GYD      | $ • GY$                     |
| Долар                | Гонконг                  | HKD      | $ • HK$ • 元 • 圓           |
| Долар                | Зімбабве                 | ZWD      | $ • Z$                      |
| Долар                | Кайманові Острови        | KYD      | $                           |
| Долар                | Канада                   | CAD      | $ • CA$ • C$                |
| Долар                | Ліберія                  | LRD      | $ • L$                      |
| Долар                | Намібія                  | NAD      | $ • N$                      |
| Долар                | Нова Зеландія            | NZD      | $                           |
| Долар                | Сінгапур                 | SGD      | $ • S$                      |
| Долар                | Соломонові Острови       | SBD      | $ • SI$                     |
| Долар                | США                      | USD      | $ • US$                     |
| Долар                | Суринам                  | SRD      | $                           |
| Долар                | Тайвань                  | TWD      | NT$ • 元 • 圓               |
| Долар                | Тринідад і Тобаго        | TTD      | $ • TT$                     |
| Долар                | Фіджі                    | FJD      | $ • FJ$                     |
| Долар                | Ямайка                   | JMD      | $ • J$                      |
| Кордоба              | Нікарагуа                | NIO      | $ • C$                      |
| Паанга (долар Тонги) | Тонга                    | TOP      | $ • T$                      |
| Патака               | Макао                    | MOP      | $ • 元 • 圓                 |
| Песо                 | Аргентина                | ARS      | $                           |
| Песо                 | Домініканська Республіка | DOP      | $ • RD$                     |
| Песо                 | Колумбія                 | COP      | $                           |
| Песо                 | Куба                     | CUP      | $ • $MN                     |
| Песо                 | Мексика                  | MXN      | $                           |
| Песо                 | Уругвай                  | UYU      | $ • $U                      |
| Песо                 | Чилі                     | CLP      | $                           |
| Реал                 | Бразилія                 | BRL      | $ • R$                      |
| Рієль                | Камбоджа                 | KHR      | • R.                        |
| Тала (долар Самоа)   | Самоа                    | WST      | $ • WS$                     |
| Ескудо               | Кабо-Верде               | CVE      | $ • Esc                     |
| Песо                 | Болівія                  | BOP      | $ • B$                      |
| Ескудо               | Східний Тимор            | TPE      | $                           |
| Ескудо               | Португалія               | PTE      | $ • Esc.                    |

Кольором виділені
 Вершковий колір  — Символи існуючих валют. 
  Сірий колір  — Символи історичних валют.